# Esquirol d'Anderson
L'esquirol d'Anderson (Callosciurus quinquestriatus) és una espècie de rosegador de la família dels esciúrids. Viu a la Xina i Myanmar. S'alimenta de plantes i insectes. El seu hàbitat primari són els boscos de muntanya, a altituds superiors a 1.000 msnm, però també viu a les planes. Es desconeix si hi ha cap amenaça significativa per a la supervivència d'aquesta espècie. El seu nom específic, quinquestriatus, vol dir ‘amb cinc ratlles' en llatí.